# New York Knicks 1977-1978
La stagione 1977-78 dei New York Knicks fu la 29ª nella NBA per la franchigia.
I New York Knicks arrivarono secondi nella Atlantic Division della Eastern Conference con un record di 43-39. Nei play-off vinsero il primo turno con i Cleveland Cavaliers (2-0), perdendo poi la semifinale di conference con i Philadelphia 76ers (4-0).

## Roster
| N° | Naz.                   | Ruolo | Sportivo        | Anno | Alt. | Peso |
| -- | ---------------------- | ----- | --------------- | ---- | ---- | ---- |
| 5  | Stati Uniti (bandiera) | A     | Jim McMillian   | 1948 | 196  | 98   |
| 8  | Stati Uniti (bandiera) | AC    | Lonnie Shelton  | 1955 | 203  | 109  |
| 9  | Stati Uniti (bandiera) | G     | Butch Beard     | 1947 | 191  | 84   |
| 11 | Stati Uniti (bandiera) | AC    | Bob McAdoo      | 1951 | 206  | 95   |
| 13 | Stati Uniti (bandiera) | G     | Ray Williams    | 1954 | 191  | 85   |
| 14 | Stati Uniti (bandiera) | G     | Ticky Burden    | 1953 | 188  | 84   |
| 15 | Stati Uniti (bandiera) | G     | Earl Monroe     | 1944 | 191  | 84   |
| 18 | Stati Uniti (bandiera) | AC    | Phil Jackson    | 1945 | 203  | 100  |
| 35 | Stati Uniti (bandiera) | G     | Jim Cleamons    | 1949 | 191  | 84   |
| 42 | Stati Uniti (bandiera) | AC    | Spencer Haywood | 1949 | 203  | 102  |
| 43 | Stati Uniti (bandiera) | A     | Toby Knight     | 1955 | 206  | 95   |
| 44 | Stati Uniti (bandiera) | GA    | Glen Gondrezick | 1955 | 198  | 99   |

## Staff tecnico
- Allenatore: Willis Reed
- Vice-allenatori: Dick McGuire, Nat Frazier